# Vũ trụ cò bay
Vũ trụ cò bay là album phòng thu thứ tư của nữ ca sĩ kiêm sáng tác nhạc người Việt Nam Phương Mỹ Chi hợp tác với nhóm nhạc sĩ kiêm nhà sản xuất âm nhạc DTAP. Album được phát hành chính thức vào ngày 18 tháng 9 năm 2023, gồm 10 ca khúc mang phong cách folktronica, lấy cảm hứng từ các tác phẩm văn học Việt Nam.
Vũ trụ cò bay là album nhạc pop đầu tiên trong sự nghiệp của Phương Mỹ Chi, đánh dấu sự thay đổi phong cách âm nhạc của cô sau 10 năm làm nghề. Album đã nhận được nhiều đánh giá tích cực từ giới chuyên môn và báo chí, được nhận nhiều đề cử ở Giải thưởng Cống hiến, Giải thưởng Làn sóng xanh, Giải Mai Vàng và giúp DTAP giành chiến thắng trong hạng mục "Nhà sản xuất âm nhạc của năm" của Giải thưởng Làn Sóng Xanh 2023.

## Bối cảnh và sáng tác
Phương Mỹ Chi đã nổi danh từ khi tham dự chương trình Giọng hát Việt nhí 2013. Nữ ca sĩ trở thành hiện tượng vì thể hiện thành công nhiều ca khúc theo phong cách dân ca, trong đó bài "Quê em mùa nước lũ" đã giành giải Bài hát yêu thích của năm 2014. Sau khi rời công ty quản lí của Quang Lê vào đầu năm 2020, cô đã ra mắt một số sản phẩm âm nhạc thuộc các thể loại khác như nhạc Hoa lời Việt, nhạc bolero, nhạc trẻ; tuy nhiên Mỹ Chi vẫn được khán giả nhớ tới với danh xưng "cô bé dân ca". Trong khi đó nhóm nhạc DTAP bắt đầu được biết đến với vai trò sản xuất âm nhạc cho ca khúc "Để Mị nói cho mà nghe" vào năm 2019. DTAP đã cùng Hoàng Thùy Linh sản xuất 2 album Hoàng và Link, đều thuộc thể loại dân gian điện tử.
Năm 2021, trong chương trình Thần tượng đối thần tượng, thí sinh Erik đã cùng khách mời Phương Mỹ Chi thể hiện thành công ca khúc "Nam quốc sơn hà". Bài hát do DTAP, Hành Or và RTee sáng tác dựa trên bài thơ Nam quốc sơn hà (không rõ tác giả), thể hiện truyền thống chống ngoại xâm và liên hệ đến việc chống dịch COVID-19. Phần trình diễn đã nhận được lượng lượt xem lớn trên YouTube và TikTok.
Album Vũ trụ cò bay là album kỷ niệm 10 năm ca hát của Phương Mỹ Chi, được nữ ca sĩ ấp ủ suốt hai năm. Chia sẽ với báo Mực tím, Phương Mỹ Chi cho biết cô nghĩ rằng ca khúc "Nam quốc sơn hà" chính là cảm hứng sáng tác cho album này. Để chuẩn bị cho album, Phương Mỹ Chi đã học kĩ năng sáng tác nhạc từ lớp của nhóm DTAP. Trong 10 bài hát của album, "Những ngôi sao xa xôi" là bài hát do thực tập sinh viết, "Đẩy xe bò" do DTAP viết, còn 8 bài hát còn lại do Phương Mỹ Chi và DTAP đồng sáng tác. "Bóng phù hoa" và "Gối gấm" là những ca khúc đầu tiên Phương Mỹ Chi sáng tác hoàn toàn phần giai điệu. Chi và DTAP đã mất nửa năm để sáng tác các ca khúc, sau đó đội ngũ sản xuất mất thêm nửa năm để thực hiện các khâu từ mixing đến mastering.

## Chủ đề
Theo Phương Mỹ Chi, album Vũ trụ cò bay gồm hai cấu phần: Phần "cò bay" là hơi hướng dân ca cô đã theo đuổi nhiều năm, còn "vũ trụ" là hướng đến sự đột phá, mới mẻ trong tương lai. "Vũ trụ thì đa màu, cò thì bay khắp nơi", trong album này cô muốn thử sức nhiều loại hình nghệ thuật từ các vùng miền khác nhau. Thuộc thể loại nhạc dân gian đương đại, các bài hát trong album mang âm sắc nhạc dân ca và bolero - hai thể loại gắn liền tên tuổi Phương Mỹ Chi, trên nền nhạc điện tử. Cô dùng nhiều nhạc cụ dân tộc như trống, phách của nhã nhạc Huế (trong "Gối gấm"), đàn nhị, sáo (trong "Bóng phù hoa"); kết hợp với một vài câu hát mang yếu tố quan họ Bắc Ninh (trong "Đẩy xe bò"), vọng cổ (trong "Chiếc lược ngà"). Album cũng sử dụng future bass, disco, dance-pop. Phương Mỹ Chi đã được so sánh với Hoàng Thùy Linh, ca sĩ đã được biết đến với các bài hát kết hợp âm hưởng dân gian với cách phối nhạc hiện đại. Về vấn đề này, Phương Mỹ Chi bày tỏ với báo Lao động: "Với tôi, vùng đất của văn học dân gian, của chất liệu truyền thống là một vùng đất màu mỡ mà bất cứ ai cũng có thể khai thác. Khi một người làm về văn hóa dân gian và người khác cũng làm thì đó không thể gọi là "ăn theo" được vì bất cứ ai, bất cứ ngành nghề nào cũng đều có thể khai thác và lan toả niềm tự hào dân tộc.".
Tôi cũng là người hát dòng nhạc dân tộc từ 10 năm trước rồi nên không thể nói tôi đang "bắt chước" chị Linh. Những điều thuộc về dân gian dân tộc luôn là mảnh đất màu mỡ để các nghệ sĩ khai thác và khẳng định mình.— Phương Mỹ Chi, 

Album gồm 10 bài hát với câu chuyện được lấy cảm hứng từ các tác phẩm văn học trong chương trình Ngữ văn từ lớp 1 đến lớp 12.
- "Gối gấm" mượn chất liệu từ các bài thơ Tự Tình II, Lấy chồng chung, Canh khuya của Hồ Xuân Hương
- "Đẩy xe bò" dựa trên truyện ngắn Vợ nhặt của Kim Lân
- "Vũ trụ có anh" mượn chất liệu từ chuyện cổ tích Tấm Cám
- "Những ngôi sao xa xôi" dựa trên truyện ngắn cùng tên của Lê Minh Khuê
- "Bóng phù hoa" dựa trên Chuyện người con gái Nam Xương của Nguyễn Dữ
- "Chiếc lược ngà" dựa trên truyện ngắn cùng tên của Nguyễn Quang Sáng
- "Hai đứa trẻ" dựa trên truyện ngắn cùng tên của Thạch Lam
- "Chiếc thuyền ngoài sa" dựa trên truyện ngắn Chiếc thuyền ngoài xa của Nguyễn Minh Châu.[2]
- "Người con gái nằm nghe biển hát" lấy cảm hứng từ bài thơ Truyền thuyết trên đảo Côn Sơn của Phan Thị Thanh Nhàn.

Trong phiên bản deluxe, có thêm 4 ca khúc. 
- "Lượm" lấy cảm hứng từ bài thơ cùng tên của Tố Hữu
- "Buôn trăng" lấy cảm hứng từ các bài thơ Trăng vàng trăng ngọc, Đây thôn Vĩ Dạ của nhà thơ Hàn Mặc Tử.

Ba ca khúc còn lại, "Vũ trụ cò bay", "Rock hạt gạo" và "Con cò và mặt trời" được Phương Mỹ Chi và DTAP sáng tác với tình yêu văn hóa Việt Nam. Phương Mỹ Chi cho biết "Con cò và Mặt trời" thể hiện thế giới khác của những nhân vật phản diện trong truyện cổ tích, trong đó Cám hay Lý Thông cũng có ước mơ hoàn lương.
Có năm ca sĩ khách mời góp giọng trong album: Rapper Pháo (trong bài hát "Vũ trụ có anh"), nghệ sĩ Kim Tử Long (trong bài hát "Chiếc lược ngà"), rapper Suboi (trong bài hát "Hai đứa trẻ"), ca sĩ Trung Quân Idol (trong bài hát "Chiếc thuyền ngoài xa") và nghệ sĩ Huỳnh Lập (trong ca khúc "Con cò và mặt trời").

## Đĩa đơn và video âm nhạc
Trước khi ra mắt album Vũ trụ cò bay, Phương Mỹ Chi và DTAP đã phát hành đĩa đơn và video âm nhạc cho hai bài hát trong album là "Vũ trụ có anh" và "Đẩy xe bò". Gần một năm sau khi album được phát hành, Phương Mỹ Chi ra mắt thêm video âm nhạc "Gối gấm".
Ngày 26 tháng 4 năm 2023, Phương Mỹ Chi phát hành đĩa đơn cùng video âm nhạc "Vũ trụ có anh", kết hợp với Pháo và DTAP. Bài hát kết hợp các thể loại âm nhạc như disco, ngũ cung, ca trù. Trong video, Phương Mỹ Chi hóa thân thành cô Tấm thời hiện đại, không phụ thuộc vào sự giúp đỡ bên ngoài, tự mình vượt qua những thử thách ở các vũ trụ khác nhau để đi tìm tình yêu: Có lúc là cô Tấm ở trong khoang tàu mong được trẩy hội, có khi làm cô Tấm trong bộ đồ thợ lặn để vượt biển, rồi có lúc cô Tấm hiện đại lái xe mô tô,... Yếu tố đa vũ trụ trong bài hát đã khiến một số người nhớ đến bộ phim Cuộc chiến đa vũ trụ. Giới truyền thông khen ngợi Phương Mỹ Chi kết hợp vô cùng khéo léo giữa văn học phương Đông và phương Tây và nhận xét bài hát đã mang lại sức sống mới cho hình ảnh cô Tấm. Đến giữa tháng 5 năm 2023, video đạt 5 triệu lượt xem trên YouTube và có thời điểm được xếp thứ 2 trong danh sách video thịnh hành trên YouTube.
Ngày 21 tháng 6, đĩa đơn cùng video âm nhạc "Đẩy xe bò" ra mắt. Bài hát lấy ý tưởng từ tác phẩm Vợ nhặt, một truyện ngắn của nhà văn Kim Lân, tuy nhiên không tái hiện câu chuyện hay hóa thân thành nhân vật trong truyện này. Trong không khí vui tươi của ngày bế giảng, "Đẩy xe bò" so sánh câu chuyện tình yêu thời xưa và bây giờ: "Sao bây giờ chẳng giống như tình yêu ở trong Vợ nhặt / Người ta đến nhanh rồi đi hợp tan cũng nhanh tan hợp". Phương Mỹ Chi đã sáng tác một vài câu hát quan họ Bắc Ninh cho bài hát. Bài hát này là ca khúc đầu tiên lấy cảm hứng từ Vợ nhặt và được nhận xét là có ca từ vui nhộn, ý nghĩa với giai điệu bắt tai, đậm tinh thần thời đại. Sau khi tác phẩm Vợ nhặt có trong đề thi môn Ngữ văn của kì thi tốt nghiệp trung học phổ thông 2023, nhiều khán giả đã nói đùa Phương Mỹ Chi là "thánh đoán đề".
"Gối gấm" là bài hát thứ ba trong album có video âm nhạc, ra mắt vào ngày 25 tháng 6 năm 2024. Lần này Phương Mỹ Chi vào vai Phương Định, một nhân vật trong tác phẩm Những ngôi sao xa xôi trong khi TikToker An Đen vào vai chị Thao và diễn viên nhí Ngân Chi vào vai em Nho. Cả 3 nhân vật đều là cô gái kiên cường, dũng cảm và có lý tưởng sống. Phương Mỹ Chi đã thực hiện vũ đạo múa chén với những động tác tay, chân và kết hợp nhảy. Sau gần 1 tuần phát hành trên kênh YouTube, video có hơn 620 nghìn lượt xem với 29 nghìn lượt thích, hơn 2100 bình luận và đứng số 17 trong danh mục âm nhạc thịnh hành trên nền tảng này. Khả năng vũ đạo múa chén của Phương Mỹ Chi được coi là điểm nhấn của video. Nhạc sĩ Nguyễn Quang Long đã viết một bài phê bình bài hát trên Thể thao & Văn hóa. Ông nhận xét "Gối gấm" đã lắp ghép nhiều yếu tố văn hóa truyền thống, tuy nhiên những chất liệu này chỉ được dùng làm nguồn cảm hứng; đồng thời đánh gia cao sự pha trộn giữa âm hưởng Trung Bộ với Nam Bộ trong bài hát.

## Phát hành album

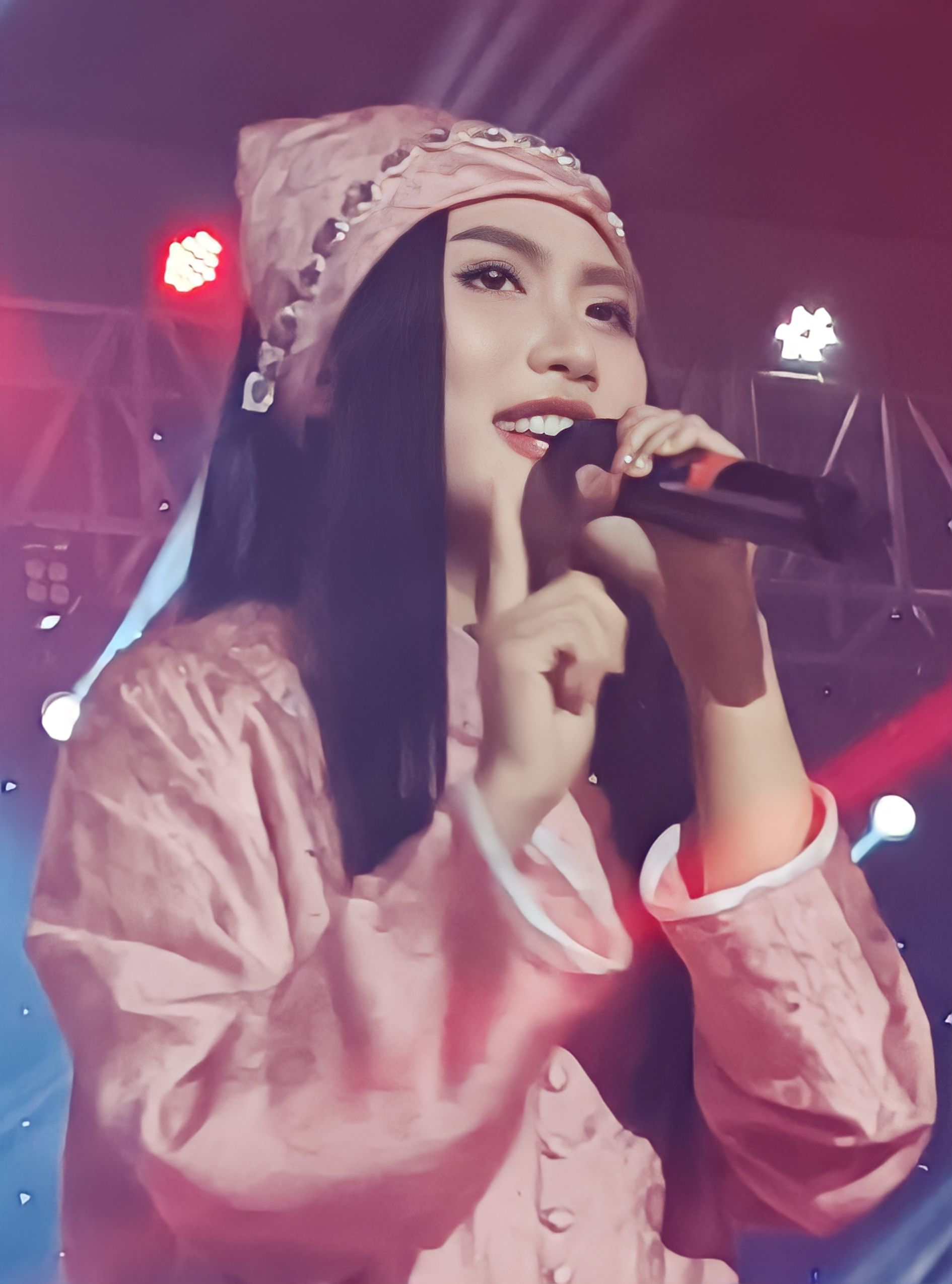
Phương Mỹ Chi trong buổi trình diễn ở nhà thi đấu Quân khu 7 vào ngày 18 tháng 10 năm 2023, nơi cô giao lưu với các sinh viên tại trường Đại học Mở Thành phố Hồ Chí Minh.

### Phiên bản gốc
Ngày 6 tháng 9 năm 2023, Phương Mỹ Chi công bố lịch trình ra mắt album Vũ trụ cò bay. Ngày 10 tháng 9, cô công bố danh sách ca khúc trong album. Hai ngày sau, highlight medley của album được đăng tải. Album được dự định phát hành vào ngày 14 tháng 9, nhưng sau vụ cháy chung cư mini ở Khương Hạ cô đã hoãn thời điểm ra mắt album sang 19 giờ ngày 18 tháng 9 năm 2023. Album có phiên bản phát trực tuyến trên các nền tảng nghe nhạc và phiên bản vật lý. Phiên bản vật lý là boxset hoàn chỉnh với poster, đĩa CD, thẻ và một quyển sách ảnh bao gồm những lời cảm ơn của Phương Mỹ Chi dành cho khán giả.
Tối 24 tháng 9 năm 2023, showcase Vũ trụ Cò bay của Phương Mỹ Chi được tổ chức tại Trường Trung học phổ thông Marie Curie, Thành phố Hồ Chí Minh. Phương Mỹ Chi đã trình diễn cả 10 ca khúc trong album. Cô có màn kết hợp với hai nữ rapper: Suboi với ca khúc "Hai đứa trẻ" và Pháo với ca khúc "Vũ trụ có anh". Dù trời mưa lớn, giờ diễn bị dời lại khá lâu nhưng có hơn 2 nghìn khán giả xem hết showcase này. Đây là một trong số ít show diễn mà nghệ sĩ Việt Nam tổ chức tại trường học.
Các bài hát trong album đã được Phương Mỹ Chi trình diễn nhiều lần. Trong đêm liveshow 6 của chương trình Thần tượng âm nhạc Việt Nam 2023, Phương Mỹ Chi trình diễn bài "Bóng phù hoa". Ngày 18 tháng 10 năm 2023, cô trình diễn bài "Bóng phù hoa" và "Vũ trụ có anh" tại nhà thi đấu Quân khu 7 trong buổi giao lưu với các sinh viên của trường Đại học Mở Thành phố Hồ Chí Minh, bên cạnh bài "Bài ca đất phương Nam". Tháng 1 năm 2024, "Vũ trụ có anh" được Phương Mỹ Chi trình diễn tại lễ trao giải Ngôi sao của năm và lễ trao giải Làn Sóng Xanh. Tháng 2 năm 2024, Phương Mỹ Chi hát ba bài "Vũ trụ có anh", "Đẩy xe bò" và "Bóng phù hoa" tại lễ hội Vibe Fest (Bình Thuận), song ca bài hát "Bóng phù hoa" với Mỹ Linh tại Hội xuân Tuần Châu, và trình diễn nhiều ca khúc trong album tại Hội xuân Tam Chúc.

### Phiên bản deluxe
Tháng 4 năm 2024, nữ ca sĩ công bố kế hoạch lịch trình hoạt động trong năm 2024. Cô dự định ra mắt phiên bản deluxe của album này vào tháng 10 cùng năm với các ca khúc hoàn toàn mới. Ngày 22 tháng 8 năm 2024, Phương Mỹ Chi chính thức ra mắt phiên bản deluxe của album với 4 ca khúc mới. Trong dịp này nữ ca sĩ cũng thông báo tổ chức chuyến lưu diễn trường học Vũ trụ cò bay 2024 tại 3 thành phố Hà Nội, Đà Nẵng và Thành phố Hồ Chí Minh trong tháng 9 và tháng 10 cùng năm, tuy nhiên sau đó cô thông báo hoãn buổi lưu diễn ở Hà Nội và Đà Nẵng do tình hình mưa bão ở những khu vực này.

## Đón nhận

### Doanh số
Sau khi ra mắt, album đạt vị trí số 1 ở bảng xếp hạng album Apple Music tại Việt Nam và xuất hiện trên bảng xếp hạng Apple Music tại Úc, Phần Lan và Campuchia. 6 trong 10 ca khúc trong album lọt vào danh mục âm nhạc thịnh hành trên YouTube với thứ hạng từ 2 đến 23. Ca khúc "Bóng phù hoa" đã trở thành hiện tượng trên các trang mạng xã hội với nhiều video cover được đăng tải. Ngoài Việt Nam, ca khúc "Vũ trụ có anh" trong album nhận được nhiều bình luận từ khán giả Thái Lan, Trung Quốc, Hàn Quốc và xuất hiện trong danh sách phát "Viral 50 - Thailand" trên Spotify. Bản dịch tiếng Thái của "Vũ trụ có anh" đã thu hút gần 1 triệu lượt xem.
| Bài hát                 | Vị trí cao nhất (VN) | Vị trí cao nhất (VN) |
| Bài hát                 | Billboard            | IFPI                 |
| ----------------------- | -------------------- | -------------------- |
| "Vũ trụ có anh"         | 24                   | —                    |
| "Đẩy xe bò"             | 44                   | —                    |
| "Bóng phù hoa"          | 1                    | 6                    |
| "Hai đứa trẻ"           | 33                   | —                    |
| "Gối gấm"               | 66                   | —                    |
| "Chiếc lược ngà"        | 80                   | —                    |
| "Những ngôi sao xa xôi" | 94                   | —                    |
| "Buôn trăng"            | 31                   | —                    |
| "Rock hạt gạo"          | 55                   | —                    |

### Đánh giá chuyên môn
Album Vũ trụ cò bay đã nhận được đánh giá tích cực từ giới chuyên môn. Kim Tử Long đánh giá Phương Mỹ Chi là một ca sĩ trẻ biết thay đổi tầm nhìn và can đảm bước ra khỏi vùng an toàn để 'lột xác' hơn với âm nhạc nhiều màu sắc và thể loại. Anh nói: "Những gì Chi đang làm là một bước tiến, xu hướng mới để các bạn trẻ thay đổi góc nhìn sau khi nghe dòng nhạc này sẽ thấy không phải trữ tình hay dân ca là sến súa hay buồn chán". Nghệ sĩ nhân dân Bạch Tuyết nhận xét "Với Vũ trụ cò bay, tuổi 20 của Phương Mỹ Chi thật đẹp và tràn đầy, bởi thêm một lần nữa, "cô bé dân ca" năm nào giờ lại đánh thức trong người nghe nhạc, xem nhạc dòng suối văn học,.."
Các phương tiện truyền thông đã đưa ra nhiều đánh giá trái chiều nhau về album. Nhà báo Thảo Ngân từ báo Hoa học trò đã viết: "Vũ trụ cò bay đã làm tốt nhiệm vụ đánh dấu bước trưởng thành của "cô bé dân ca" sau 10 năm hoạt động nghệ thuật, giúp Phương Mỹ Chi phô diễn trọn vẹn kỹ năng thanh nhạc chín muồi cũng như tự do thử sức ở nhiều vai trò: sản xuất, sáng tác, trình diễn". Tạp chí Đẹp và nhà báo Tiểu Tân của báo Sài Gòn Giải Phóng đều gọi album là "màn lột xác đầy ấn tượng" của nữ ca sĩ và đánh giá Phương Mỹ Chi có bứt phá về cả ngoại hình lẫn âm nhạc, vừa mang đậm nét truyền thống vừa thể hiện được sự mới mẻ trong âm nhạc và giọng hát nội lực của mình. Trang Elle.vn nhận định Vũ trụ cò bay một album ấn tượng, có sự thống nhất và đem đến cho khán giả "vũ trụ văn học" mới lạ. Nhà báo Duy Khôi từ báo Cần Thơ đánh giá cao chất giọng khỏe, tình cảm và kỹ thuật âm nhạc của Phương Mỹ Chi.
Minh Anh từ trang L'Officiel Vietnam xếp album ở vị trí thứ tư trong 10 album nổi bật nhất thị trường nhạc Việt Nam năm 2023. So sánh Vũ trụ cò bay với 2 album Hoàng và Link của Hoàng Thùy Linh, tác giả bài viết cho rằng album của Phương Mỹ Chi mang nhiều yếu tố văn hóa dân tộc Việt Nam hơn bằng cách sử dụng rất nhiều nhạc cụ dân tộc, các yếu tố văn hóa phi vật thể, cũng như câu chuyện trong các bài hát chủ yếu từ sách giáo khoa. Tuy nhiên tác giả bài viết đánh giá phần nhạc điện tử trong Vũ trụ cò bay chưa mượt mà và tinh tế như các album của Hoàng Thùy Linh. Có một số khán giả cho rằng các ca khúc trong album rời rạc, chưa có sự liên kết về nội dung hay giai điệu để tạo thành được một album chủ đề. Từ báo Tiền phong, nhà báo Trạch Dương đánh giá tuy gọi là "vũ trụ văn học" nhưng các ca khúc như "Hai đứa trẻ", "Bóng phù hoa", "Chiếc lược ngà" có giai điệu và câu chuyện hoàn toàn khác nhau; đồng thời dẫn lại ý kiến của một số khán giả cho rằng Loi Choi của Wren Evans xứng đáng giành chiến thắng hạng mục "Album của năm" do có tính liền mạch tốt hơn.

### Giải thưởng và đề cử
Tại Giải thưởng Làn Sóng Xanh 2023, album Vũ trụ cò bay đã nhận được nhắc đến trong đề cử cho nhiều hạng mục, và DTAP thắng giải "Nhà sản xuất âm nhạc của năm". Trong khi đó Phương Mỹ Chi nhận giải "Gương mặt mới xuất sắc", kết quả khiến nhiều khán giả và cả chính nữ ca sĩ bất ngờ vì cô đã có hơn 10 năm ca hát và được nhiều khán giả Việt biết tới nhưng lại được coi là gương mặt mới. Theo đại diện ban tổ chức Làn Sóng Xanh, hạng mục "Gương mặt mới xuất sắc" ghi nhận thành tựu ở lĩnh vực nhạc trẻ và Phương Mỹ Chi được đề cử ở hạng mục này vì 2023 là năm đầu tiên cô có ca khúc nhạc trẻ thành công. Nhiều khán giả tỏ ra tiếc nuối khi Phương Mỹ Chi không chiến thắng ở hạng mục nào khác.
Trong Giải Mai Vàng 2023, Phương Mỹ Chi được đề cử ở hạng mục "Nữ ca sĩ" với ca khúc "Bóng phù hoa". Tại Giải thưởng Cống hiến lần thứ 18, album được đề cử cho hạng mục "Album của năm".
| Giải thưởng               | Năm  | Hạng mục                     | Đề cử                                  | Kết quả   | Tham khảo    |
| ------------------------- | ---- | ---------------------------- | -------------------------------------- | --------- | ------------ |
| Giải thưởng Làn Sóng Xanh | 2023 | Nhà sản xuất âm nhạc của năm | DTAP                                   | Đoạt giải | [ 5 ] [ 70 ] |
| Giải thưởng Làn Sóng Xanh | 2023 | Album của năm                | —                                      | Đề cử     | [ 5 ] [ 70 ] |
| Giải thưởng Làn Sóng Xanh | 2023 | Sự kết hợp xuất sắc          | Phương Mỹ Chi và DTAP                  | Đề cử     | [ 5 ] [ 70 ] |
| Giải thưởng Làn Sóng Xanh | 2023 | MV của năm                   | "Vũ trụ có anh"                        | Đề cử     | [ 5 ] [ 70 ] |
| Giải thưởng Làn Sóng Xanh | 2023 | Hòa âm phối khí              | "Vũ trụ có anh"                        | Đề cử     | [ 5 ] [ 70 ] |
| Giải Mai Vàng             | 2023 | Nữ ca sĩ                     | Phương Mỹ Chi – ca khúc "Bóng phù hoa" | Đề cử     | [ 6 ]        |
| WeChoice Awards 2023      | 2023 | Album của năm                | —                                      | Đề cử     |              |
| Giải thưởng Cống hiến     | 2024 | Album của năm                | —                                      | Đề cử     | [ 7 ]        |

## Danh sách ca khúc
Danh sách được lấy từ trang Spotify và quyển sách trong album. Tất cả các ca khúc được sản xuất bởi DTAP.
| Vũ trụ cò bay – Phiên bản thường | Vũ trụ cò bay – Phiên bản thường                 | Vũ trụ cò bay – Phiên bản thường                                                    | Vũ trụ cò bay – Phiên bản thường |
| STT                              | Nhan đề                                          | Sáng tác                                                                            | Thời lượng                       |
| -------------------------------- | ------------------------------------------------ | ----------------------------------------------------------------------------------- | -------------------------------- |
| 1.                               | "Vũ trụ cò bay"                                  | Phương Mỹ Chi, Trần Quốc Khánh, N. (INUS)                                           | 0:56                             |
| 2.                               | "Gối gấm"                                        | Phương Mỹ Chi, Trần Quốc Khánh                                                      | 3:16                             |
| 3.                               | "Đẩy xe bò"                                      | Nguyễn Trần Hoàng Thịnh, Trần Quốc Khánh, Phương Mỹ Chi                             | 2:45                             |
| 4.                               | "Vũ trụ có anh" (hợp tác với Pháo)               | Phương Mỹ Chi, Vũ Hoàng Hải Sơn, Trần Quốc Khánh                                    | 3:40                             |
| 5.                               | "Những ngôi sao xa xôi"                          | INUS Team                                                                           | 2:42                             |
| 6.                               | "Bóng phù hoa"                                   | Phương Mỹ Chi, Trần Quốc Khánh                                                      | 4:34                             |
| 7.                               | "Chiếc lược ngà" (hợp tác với Kim Tử Long)       | Nguyễn Trần Hoàng Thịnh, Phương Mỹ Chi, Trần Quốc Khánh, N. (INUS), Tiêu Minh Phụng | 4:59                             |
| 8.                               | "Hai đứa trẻ" (hợp tác với Suboi)                | Nguyễn Trần Hoàng Thịnh, Phương Mỹ Chi, Trần Quốc Khánh, N. (INUS)                  | 4:03                             |
| 9.                               | "Chiếc thuyền ngoài sa" (hợp tác với Trung Quân) | Nguyễn Trần Hoàng Thịnh, Phương Mỹ Chi, Trần Quốc Khánh                             | 3:12                             |
| 10.                              | "Người con gái nằm nghe biển hát"                | Nguyễn Trần Hoàng Thịnh, Phương Mỹ Chi, Trần Quốc Khánh, N. (INUS)                  | 3:49                             |
| Tổng thời lượng:                 | Tổng thời lượng:                                 | Tổng thời lượng:                                                                    | 34:02                            |

| Vũ trụ cò bay – Phiên bản Deluxe | Vũ trụ cò bay – Phiên bản Deluxe             | Vũ trụ cò bay – Phiên bản Deluxe                        | Vũ trụ cò bay – Phiên bản Deluxe |
| STT                              | Nhan đề                                      | Sáng tác                                                | Thời lượng                       |
| -------------------------------- | -------------------------------------------- | ------------------------------------------------------- | -------------------------------- |
| 11.                              | "Lượm"                                       | Nguyễn Trần Hoàng Thịnh, Trần Quốc Khánh                | 3:19                             |
| 12.                              | "Buôn trăng"                                 | Phương Mỹ Chi, Trần Quốc Khánh                          | 3:53                             |
| 13.                              | "Rock hạt gạo"                               | Nguyễn Trần Hoàng Thịnh, Phương Mỹ Chi, Trần Quốc Khánh | 3:05                             |
| 14.                              | "Con cò và mặt trời" (hợp tác với Huỳnh Lập) | Nguyễn Trần Hoàng Thịnh, Phương Mỹ Chi, Trần Quốc Khánh | 3:55                             |
| Tổng thời lượng:                 | Tổng thời lượng:                             | Tổng thời lượng:                                        | 47:56                            |

1. ↑  Phần quan họ
2. ↑  Phần cải lương

## Đội ngũ sản xuất
Thông tin phần ghi công được lấy từ quyển sách trong album.
- Nghệ sĩ: Phương Mỹ Chi
- Giám đốc sản xuất: Phan Anh
- Nhà sản xuất âm nhạc: DTAP
- Ca sĩ: Phương Mỹ Chi
- Khách mời đặc biệt: Kim Tử Long, Suboi, Trung Quân Idol, Pháo, Huỳnh Lập
- Sáng tác: DTAP, Phương Mỹ Chi, INUS Team
- Dân ca Việt Nam (Quan họ, Cải lương) lấy cảm hứng từ: Phương Mỹ Chi, Tiêu Minh Phụng
- Cải biên nhạc: DTAP, INUS Team, Long X, Đoàn Minh Vũ
- Mixing: SDOG (INUS)
- Mastering: Chris Gehringer (Sterling Sound, Edgewater, New Jersey), INUS Team
- Kỹ thuật viên âm thanh: KIDZ Nguyễn
- Hát bè: DTAP, Phương Mỹ Chi, INUS Team, Phương Nghi, Huyền Trâm, Phương Uyên
- Phòng thu âm: Out Of Space (Powered by DTAP)

## Lịch sử phát hành
| Khu vực  | Ngày                | Định dạng           | Phiên bản | Hãng                                    | Chú thích |
| -------- | ------------------- | ------------------- | --------- | --------------------------------------- | --------- |
| Việt Nam | 18 tháng 9 năm 2023 | CD, Phát trực tuyến | Gốc       | Hãng đĩa Thời đại, Warner Music Vietnam | [ 47 ]    |
| Quốc tế  | 18 tháng 9 năm 2023 | CD, Phát trực tuyến | Gốc       | Hãng đĩa Thời đại, Warner Music Vietnam | [ 47 ]    |
| Việt Nam | 22 tháng 8 năm 2024 | CD, Phát trực tuyến | Deluxe    | LP Club, Warner Music Vietnam           | [ 57 ]    |